# زدنکو هانس اسکراپ
زدنکو هانس اسکراپ (انگلیسی: Zdenko Hans Skraup; ۳ مارس ۱۸۵۰ – ۱۰ سپتامبر ۱۹۱۰) شیمیدان اهل اتریش-چک بود. عمده شهرت وی برای معرفی واکنش اسکراپ در شیمی آلی است.